# Марчик Борис Григорович
Бори́с Григо́рович Ма́рчик (1972—2022) — український військовослужбовець, учасник російсько-української війни.

## Життєпис
Народився 7 травня 1972 в селі Лахвичі, Волинської області. Проживав у селі Великий Курінь.
З початком повномасштабного вторгнення потрапив до 115-ї окремої механізованої бригади.
Загинув 20 червня 2022 року в Луганській області. Поховали солдата в Великому Курені.

## Нагороди
- Орден «За мужність» III ступеня[2].